# Stanley Umude
Stanley Umude (Portland, 12 aprile 1999) è un cestista statunitense, professionista nella NBA con i Milwaukee Bucks.

## Statistiche

### NCAA
| Anno      | Squadra         | PG  | PT  | MP   | TC%  | 3P%  | TL%  | RP  | AP  | PRP | SP  | PP   |
| --------- | --------------- | --- | --- | ---- | ---- | ---- | ---- | --- | --- | --- | --- | ---- |
| 2017-2018 | S.D. Coyotes    | 14  | 0   | 3,4  | 28,6 | 0,0  | 70,0 | 0,5 | 0,1 | 0,1 | 0,1 | 1,1  |
| 2018-2019 | S.D. Coyotes    | 30  | 18  | 26,6 | 49,1 | 35,1 | 70,1 | 5,5 | 1,4 | 0,7 | 1,2 | 14,4 |
| 2019-2020 | S.D. Coyotes    | 32  | 32  | 30,5 | 45,9 | 33,3 | 74,5 | 6,3 | 2,1 | 0,7 | 1,3 | 16,7 |
| 2020-2021 | S.D. Coyotes    | 25  | 25  | 32,3 | 47,1 | 35,5 | 79,9 | 7,0 | 3,0 | 0,4 | 0,4 | 21,6 |
| 2021-2022 | Ark. Razorbacks | 37  | 25  | 27,8 | 46,0 | 37,1 | 72,4 | 4,6 | 1,1 | 1,0 | 0,8 | 11,9 |
| Carriera  | Carriera        | 138 | 100 | 26,5 | 46,8 | 35,2 | 74,4 | 5,2 | 1,6 | 0,7 | 0,9 | 14,2 |

#### Massimi in carriera
- Massimo di punti: 41 vs South Dakota State (12 dicembre 2020)[1]
- Massimo di rimbalzi: 14 (2 volte)
- Massimo di assist: 7 vs North Dakota State (19 febbraio 2020)
- Massimo di palle rubate: 3 (8 volte)
- Massimo di stoppate: 4 (2 volte)
- Massimo di minuti giocati: 44 vs Texas A&M (22 gennaio 2022)

### NBA

#### Regular Season
| Anno      | Squadra         | PG | PT | MP   | TC%  | 3P%  | TL%  | RP  | AP  | PRP | SP  | PP  |
| --------- | --------------- | -- | -- | ---- | ---- | ---- | ---- | --- | --- | --- | --- | --- |
| 2022-2023 | Detroit Pistons | 1  | 0  | 2,0  | 0,0  | 0,0  | 100  | 0,0 | 0,0 | 1,0 | 1,0 | 2,0 |
| 2023-2024 | Detroit Pistons | 24 | 2  | 12,8 | 44,0 | 45,3 | 90,6 | 2,1 | 0,5 | 0,3 | 0,3 | 5,3 |
| 2024-2025 | Milwaukee Bucks | 22 | 0  | 3,9  | 19,2 | 20,0 | 50,0 | 0,8 | 0,2 | 0,1 | 0,3 | 0,7 |
| Carriera  | Carriera        | 47 | 2  | 8,4  | 37,8 | 39,1 | 86,8 | 1,4 | 0,3 | 0,3 | 0,3 | 3,1 |

#### Massimi in carriera
- Massimo di punti: 19 vs Toronto Raptors (19 novembre 2023)[2]
- Massimo di rimbalzi: 7 vs Toronto Raptors (13 marzo 2024)
- Massimo di assist: 3 vs Toronto Raptors (19 novembre 2023)
- Massimo di palle rubate: 3 vs Toronto Raptors (13 marzo 2024)
- Massimo di stoppate: 2 vs Indiana Pacers (24 novembre 2024)
- Massimo di minuti giocati: 34 vs Boston Celtics (18 marzo 2024)

### G League
| Anno      | Squadra           | PG | PT | MP   | TC%  | 3P%  | TL%  | RP  | AP  | PRP | SP  | PP   |
| --------- | ----------------- | -- | -- | ---- | ---- | ---- | ---- | --- | --- | --- | --- | ---- |
| 2022-2023 | Motor City Cruise | 43 | 26 | 27,5 | 41,5 | 37,1 | 77,5 | 5,3 | 1,3 | 0,6 | 0,6 | 15,4 |
| 2023-2024 | Motor City Cruise | 28 | 22 | 32,7 | 38,8 | 32,1 | 79,5 | 6,2 | 1,4 | 0,8 | 1,0 | 16,7 |
| 2024-2025 | Wisconsin Herd    | 13 | 11 | 27,9 | 43,1 | 34,8 | 80,0 | 4,5 | 1,8 | 0,8 | 0,8 | 17,5 |
| Carriera  | Carriera          | 84 | 59 | 29,3 | 40,8 | 34,7 | 78,4 | 5,5 | 1,4 | 0,7 | 0,8 | 16,1 |